# Etapa de Melbourne da Fórmula 3 em 2025
A Etapa de Melbourne da Fórmula 3 em 2025 foi realizada nos dias 15 e 16 de março de 2025 em duas corridas no Circuito de Albert Park, em Melbourne, Austrália, sendo a primeira etapa do Campeonato de Fórmula 3 de 2025, categoria de monopostos. Serviu como evento de apoio ao Grande Prêmio da Austrália de 2025 da Fórmula 1, realizado na mesma data e local. A corrida sprint teve a vitória do mexicano Santiago Ramos, da Van Amersfoort Racing, e a corrida principal teve a vitória do brasileiro Rafael Câmara, da Trident.

## Resultados

### Classificação
| Pos.                              | N. | Piloto                   | Equipe                | Tempo/Dif. | Grid CS | Grid CP |
| --------------------------------- | -- | ------------------------ | --------------------- | ---------- | ------- | ------- |
| 1                                 | 5  | Rafael Câmara            | Trident               | 1:34.999   | 12      | 1       |
| 2                                 | 4  | Noah Strømsted           | Trident               | +0.129     | 11      | 2       |
| 3                                 | 20 | Théophile Naël           | Van Amersfoort Racing | +0.567     | 10      | 3       |
| 4                                 | 28 | Nikita Bedrin            | AIX Racing            | +0.771     | 9       | 4       |
| 5                                 | 17 | Tim Tramnitz             | MP Motorsport         | +0.826     | 8       | 5       |
| 6                                 | 6  | Charlie Wurz             | Trident               | +0.840     | 7       | 6       |
| 7                                 | 11 | Tasanapol Inthraphuvasak | Campos Racing         | +0.925     | 6       | 7       |
| 8                                 | 3  | Ugo Ugochukwu            | Prema Racing          | +1.039     | 5       | 8       |
| 9                                 | 14 | Martinius Stenshorne     | Hitech TGR            | +1.120     | 4       | 9       |
| 10                                | 25 | Roman Bilinski           | Rodin Motorsport      | +1.126     | 3       | 10      |
| 11                                | 30 | Matías Zagazeta          | DAMS Lucas Oil        | +1.233     | 2       | 11      |
| 12                                | 21 | Santiago Ramos           | Van Amersfoort Racing | +1.269     | 1       | 12      |
| 13                                | 15 | Joshua Dufek             | Hitech TGR            | +1.293     | 13      | 13      |
| 14                                | 19 | Alessandro Giusti        | MP Motorsport         | +1.337     | 14      | 14      |
| 15                                | 24 | Louis Sharp              | Rodin Motorsport      | +1.345     | 15      | 15      |
| 16                                | 12 | Nikola Tsolov            | Campos Racing         | +1.491     | 16      | 16      |
| 17                                | 7  | Laurens van Hoepen       | ART Grand Prix        | +1.656     | 17      | 17      |
| 18                                | 23 | Callum Voisin            | Rodin Motorsport      | +1.670     | 18      | 18      |
| 19                                | 2  | Noel León                | Prema Racing          | +1.743     | 19      | 19      |
| 20                                | 26 | Javier Sagrera           | AIX Racing            | +1.819     | 20      | 20      |
| 21                                | 9  | James Wharton            | ART Grand Prix        | +1.989     | 21      | 21      |
| 22                                | 31 | Christian Ho             | DAMS Lucas Oil        | +2.182     | 22      | 22      |
| 23                                | 10 | Mari Boya                | Campos Racing         | +2.427     | 23      | 23      |
| 24                                | 8  | Tuukka Taponen           | ART Grand Prix        | +2.575     | 24      | 24      |
| 25                                | 16 | Gerrard Xie              | Hitech TGR            | +2.820     | 25      | 25      |
| 26                                | 22 | Ivan Domingues           | Van Amersfoort Racing | +3.118     | 26      | 26      |
| 27                                | 27 | Nicola Marinangeli       | AIX Racing            | +3.787     | 27      | 27      |
| 28                                | 1  | Brando Badoer            | Prema Racing          | +6.516     | 28      | 28      |
| Regra dos 107%: 1:41.648 (+6.649) |    |                          |                       |            |         |         |
| NC                                | 29 | Nicola Lacorte           | DAMS Lucas Oil        | +14.363    | 29      | 29      |
| NC                                | 18 | Bruno del Pino           | MP Motorsport         | +18.659    | 30      | 30      |
| Fonte:                            |    |                          |                       |            |         |         |

### Corridasprint
| Pos.                                                         | N. | Piloto                   | Equipe                | Tempo/Dif. | Grid      | Pts. |       |
| ------------------------------------------------------------ | -- | ------------------------ | --------------------- | ---------- | --------- | ---- | ----- |
| 1                                                            | 21 | Santiago Ramos           | Van Amersfoort Racing | 20         | 42:20.594 | 1    | 10    |
| 2                                                            | 14 | Martinius Stenshorne     | Hitech TGR            | 20         | +0.408    | 4    | 9 (1) |
| 3                                                            | 25 | Roman Bilinski           | Rodin Motorsport      | 20         | +0.676    | 3    | 8     |
| 4                                                            | 11 | Tasanapol Inthraphuvasak | Campos Racing         | 20         | +0.891    | 6    | 7     |
| 5                                                            | 30 | Matías Zagazeta          | DAMS Lucas Oil        | 20         | +1.038    | 2    | 6     |
| 6                                                            | 28 | Nikita Bedrin            | AIX Racing            | 20         | +1.217    | 9    | 5     |
| 7                                                            | 20 | Théophile Naël           | Van Amersfoort Racing | 20         | +1.406    | 10   | 4     |
| 8                                                            | 12 | Nikola Tsolov            | Campos Racing         | 20         | +1.738    | 16   | 3     |
| 9                                                            | 23 | Callum Voisin            | Rodin Motorsport      | 20         | +2.403    | 18   | 2     |
| 10                                                           | 2  | Noel León                | Prema Racing          | 20         | +2.944    | 19   | 1     |
| 11                                                           | 3  | Ugo Ugochukwu            | Prema Racing          | 20         | +3.851    | 5    |       |
| 12                                                           | 10 | Mari Boya                | Campos Racing         | 20         | +4.440    | 23   |       |
| 13                                                           | 8  | Tuukka Taponen           | ART Grand Prix        | 20         | +4.587    | 24   |       |
| 14                                                           | 31 | Christian Ho             | DAMS Lucas Oil        | 20         | +5.897    | 22   |       |
| 15                                                           | 16 | Gerrard Xie              | Hitech TGR            | 20         | +7.116    | 25   |       |
| 16                                                           | 29 | Nicola Lacorte           | DAMS Lucas Oil        | 20         | +7.770    | 29   |       |
| 17                                                           | 24 | Louis Sharp              | Rodin Motorsport      | 20         | +9.033    | 15   |       |
| 18                                                           | 1  | Brando Badoer            | Prema Racing          | 20         | +9.730    | 28   |       |
| 19                                                           | 27 | Nicola Marinangeli       | AIX Racing            | 20         | +11.057   | 27   |       |
| 20                                                           | 22 | Ivan Domingues           | Van Amersfoort Racing | 20         | +11.461   | 26   |       |
| 21                                                           | 19 | Alessandro Giusti        | MP Motorsport         | 20         | +13.2561  | 14   |       |
| 22                                                           | 15 | Joshua Dufek             | Hitech TGR            | 20         | +28.0082  | 13   |       |
| Ret                                                          | 4  | Noah Strømsted           | Trident               | 15         | Abandono  | 11   |       |
| Ret                                                          | 18 | Bruno del Pino           | MP Motorsport         | 15         | Colisão   | 30   |       |
| Ret                                                          | 26 | Javier Sagrera           | AIX Racing            | 15         | Colisão   | 20   |       |
| Ret                                                          | 17 | Tim Tramnitz             | MP Motorsport         | 13         | Abandono  | 8    |       |
| Ret                                                          | 7  | Laurens van Hoepen       | ART Grand Prix        | 2          | Colisão   | 17   |       |
| Ret                                                          | 5  | Rafael Câmara            | Trident               | 2          | Colisão   | 1    |       |
| Ret                                                          | 9  | James Wharton            | ART Grand Prix        | 2          | 3 Colisão | 21   |       |
| Ret                                                          | 6  | Charlie Wurz             | Trident               | 0          | Abandono  | 7    |       |
| Volta mais rápida: Martinius Stenshorne: 1:38.069 (volta 10) |    |                          |                       |            |           |      |       |
| Fonte:                                                       |    |                          |                       |            |           |      |       |

Notas:
- ↑1  – Alessandro Giusti originalmente concluiu a prova em 11º, mas sofreu uma penalidade de dez segundos por infringir as regras do safety car, sendo reclassificado em 21º.
- ↑2  – Joshua Dufek originalmente concluiu a prova em 18º, mas sofreu uma penalidade de dez segundos por sair da pista e ganhar vantagem e outra penalidade de dez segundos por causar uma colisão, sendo reclassificado em 22º.
- ↑3  – James Wharton recebeu uma penalidade de dez segundos por causar uma colisão.

### Corrida principal
| Pos.                                                | N. | Piloto                   | Equipe                | Voltas | Tempo/Dif. | Grid | Pts.    |
| --------------------------------------------------- | -- | ------------------------ | --------------------- | ------ | ---------- | ---- | ------- |
| 1                                                   | 5  | Rafael Câmara            | Trident               | 16     | 34:43.966  | 1    | 25(2+1) |
| 2                                                   | 4  | Noah Strømsted           | Trident               | 16     | +0.517     | 2    | 18      |
| 3                                                   | 20 | Théophile Naël           | Van Amersfoort Racing | 16     | +1.152     | 3    | 15      |
| 4                                                   | 28 | Nikita Bedrin            | AIX Racing            | 16     | +1.732     | 4    | 12      |
| 5                                                   | 17 | Tim Tramnitz             | MP Motorsport         | 16     | +2.298     | 5    | 10      |
| 6                                                   | 6  | Charlie Wurz             | Trident               | 16     | +3.253     | 6    | 8       |
| 7                                                   | 11 | Tasanapol Inthraphuvasak | Campos Racing         | 16     | +3.734     | 7    | 6       |
| 8                                                   | 14 | Martinius Stenshorne     | Hitech TGR            | 16     | +4.923     | 9    | 4       |
| 9                                                   | 25 | Roman Bilinski           | Rodin Motorsport      | 16     | +5.651     | 10   | 2       |
| 10                                                  | 3  | Ugo Ugochukwu            | Prema Racing          | 16     | +7.193     | 8    | 1       |
| 11                                                  | 15 | Joshua Dufek             | Hitech TGR            | 16     | +8.347     | 13   |         |
| 12                                                  | 7  | Laurens van Hoepen       | ART Grand Prix        | 16     | +8.819     | 17   |         |
| 13                                                  | 2  | Noel León                | Prema Racing          | 16     | +9.962     | 19   |         |
| 14                                                  | 24 | Louis Sharp              | Rodin Motorsport      | 16     | +11.671    | 15   |         |
| 15                                                  | 26 | Javier Sagrera           | AIX Racing            | 16     | +12.805    | 20   |         |
| 16                                                  | 21 | Santiago Ramos           | Van Amersfoort Racing | 16     | +13.867    | 12   |         |
| 17                                                  | 10 | Mari Boya                | Campos Racing         | 16     | +15.184    | 23   |         |
| 18                                                  | 16 | Gerrard Xie              | Hitech TGR            | 16     | +16.739    | 25   |         |
| 19                                                  | 22 | Ivan Domingues           | Van Amersfoort Racing | 16     | +18.926    | 26   |         |
| 20                                                  | 8  | Tuukka Taponen           | ART Grand Prix        | 16     | +19.276    | 24   |         |
| 21                                                  | 9  | James Wharton            | ART Grand Prix        | 16     | +20.297    | 21   |         |
| 22                                                  | 30 | Matías Zagazeta          | DAMS Lucas Oil        | 16     | +21.2991   | 11   |         |
| 23                                                  | 18 | Bruno del Pino           | MP Motorsport         | 16     | +21.380    | 30   |         |
| 24                                                  | 29 | Nicola Lacorte           | DAMS Lucas Oil        | 16     | +22.252    | 29   |         |
| 25                                                  | 19 | Alessandro Giusti        | MP Motorsport         | 16     | +23.020    | 14   |         |
| 26                                                  | 1  | Brando Badoer            | Prema Racing          | 16     | +23.648    | 28   |         |
| 27                                                  | 27 | Nicola Marinangeli       | AIX Racing            | 16     | +25.079    | 27   |         |
| Ret                                                 | 31 | Christian Ho             | DAMS Lucas Oil        | 12     | Acidente   | 22   |         |
| Ret                                                 | 12 | Nikola Tsolov            | Campos Racing         | 0      | Colisão    | 16   |         |
| Ret                                                 | 23 | Callum Voisin            | Rodin Motorsport      | 0      | Colisão    | 18   |         |
| Volta mais rápida: Rafael Câmara: 1:49.748 (lap 11) |    |                          |                       |        |            |      |         |
| Source:                                             |    |                          |                       |        |            |      |         |

Notes:
- ↑1  – Matías Zagazeta originalmente terminou em 13º, mas recebeu uma penalidade de dez segundos por causar uma colisão, sendo reclassificado em 22º.

## Tabela do Campeonato após a etapa
|  | Pos. | Pilotos              | Pontos |
|  | ---- | -------------------- | ------ |
|  | 1    | Rafael Câmara        | 28     |
|  | 2    | Théophile Naël       | 19     |
|  | 3    | Noah Strømsted       | 18     |
|  | 4    | Nikita Bedrin        | 17     |
|  | 5    | Martinius Stenshorne | 14     |

|  | Pos. | Equipe                | Pontos |
|  | ---- | --------------------- | ------ |
|  | 1    | Trident               | 54     |
|  | 2    | Van Amersfoort Racing | 29     |
|  | 3    | AIX Racing            | 17     |
|  | 4    | Campos Racing         | 16     |
|  | 5    | Hitech TGR            | 14     |

- Nota: Apenas as cinco primeiras posições estão incluídas em ambos os conjuntos de classificação.